# Hulsig Hede
Hulsig Hede er et hedeområde mellem Skagen Klitplantage og Kandestederne  i det nordligste Jylland. Det kaldes også Hulsig Klitter, og er et stort sandflugtsområde der går tværs over halvøen Skagens Odde. Der er store, tilgroede øst-vestvendte  vandreklitter, der krydser hovedvejen, der er den eneste vej i området.  
Der findes  flere naturtyper i området:  klit, hede, sump, mose, krat og skov og ved deres store arealmæssige udstrækning eller deres høje naturkvalitet er de af enten national eller international betydning, og er hjemsted for   en lang række fugle og dyr, året rundt.
Fugletrækket der iagttages ved Grenen og Nordstrand passerer over Hulsig Hede;  Omkring 65 forskellige fuglearter skønnes at yngle på Hulsig Hede, blandt andet Lille lappedykker, Krikand, Skovhornugle og Markpiber.  Under fugletrækket  for- og efterår, raster mange fugle i området, især store mængder af finker, drosler og sangere, men også nogle af de rovfugle der ses på træk i Skagen raster på Hulsig Hede. 

## Naturbeskyttelse
Hulsig Hede indgår i Natura 2000 -område nr 2 Råbjerg Mile og Hulsig Hede  som både EU-fuglebeskyttelsesområde og EF-habitatområde.
Aage V. Jensens Fonde har i årene fra 2000 til 2003, på opfordring fra det daværende  Nordjyllands Amt og Danmarks Naturfredningsforening, erhvervet  ca. 1.200 hektar af Hulsig- og Råbjerg Heder, hvor man arbejder intenst med naturgenopretning, især rydning af bjergfyr, der blev importeret for at standse sandflugten; man arbejder også med at genskabe naturlige vandstandsforhold, der er blevet forstyrret af tørvegravning og grøftning.
Hulsig Hede-fredningen er en naturfredning der omfatter 1.394 ha. Den bestod tidligere af 3 fredninger fra hhv. 1932, 1938 og 1940, der i 1988 blev  samlet i en ny og moderniseret fredning og underlagt ens vilkår.
Pælens Mile, med det officielle navn  ”Kandestederne I” blev fredet i 1972 og omfatter 415 hektar.